# Памятник Коту Казанскому
Па́мятник Коту́ Каза́нскому — памятник в Казани, открытый в 2009 году.
Памятник находится на середине центральной пешеходной улицы Баумана (на её пересечении с улицей Мусы Джалиля, рядом со зданием исторической гостиницы «Казань»). Металлическая скульптурно-архитектурная композиция высотой 3 метра и шириной 2,8 метра в виде лежащей на кушетке упитанной фигуры сытого кота в беседке с мышкой на шатровой крыше была создана казанским скульптором, заслуженным деятелем искусств Татарстана Игорем Башмаковым и отлита из алюминия на заводе художественного литья в городе Жуковский. Скульптура тонирована в цвет старого серебра, по объяснению автора, всегда бывшего излюбленным металлом жителей Казани. Колонны и купол конструкции украшены цветными стеклами и кусочками зеркал. У подножия выгравирована фраза «Кот казанский: ум астраханский, разум сибирский…» Памятник стоимостью около миллиона рублей был изготовлен на средства спонсоров-предпринимателей при поддержке администрации города и стал одной из достопримечательностей и одним из символов города.

## История
…Сыскав в Казани здешних пород кладеных самых лучших и больших тридцать котов, удобных к ловлению мышей, прислать в С.-Петербург ко двору ея императорскаго величества  с таким человеком,   который бы мог за ними ходить и кормить, и отправить их,  дав под них подводы и на них прогоны и на корм сколько надлежит немедленно. Того ради, по указу ея императорскаго величества и по определению генерала-лейтенанта кавалера и Казанской губернии губернатора Артемья Григорьевича Загряжскаго с товарищем, велено об оном в Казани в народе публиковать, и публиковано, и выставлены листы. И ежели кто имеет у себя таковых кладеных котов, оных бы для скорейшаго отправления, объявили в губернскую канцелярию конечно от публикования в три дни, опасаясь за необъявление, кто оных имеет, а не объявит, штрафа по указам…

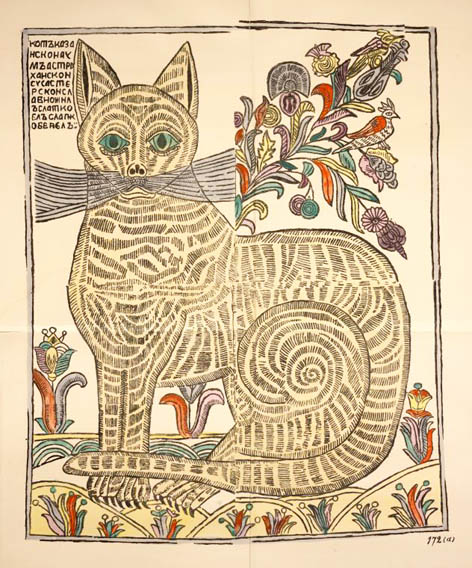
«Кот казанский, ум астраханский…»
Лубок. Россия. XVIII век

Из исторических преданий известно, что российская императрица Елизавета Петровна узнала, что в Казани нет мышей. В те времена в Казани существовала особая порода «бойцовых» котов-мышеловов, представители которой были сильными, активными животными «с крупной головой, мускулистой шеей, развитым плечевым поясом и коротким хвостом». По высочайшему приказу от 13 октября 1745 года тридцать казанских котов были перевезены в Санкт-Петербург для ловли мышей, в изобилии расплодившихся в недостроенном Зимнем дворце. Определённые на государеву лейб-гвардейскую службу и особое довольствие, коты сделали своё дело. В память этого события в XVII—XIX веках собирательный образ кота казанского, получившего имя Алабрыс, стал излюбленным персонажем лубков, а в XXI веке — объектом памятников.

Идея создания памятника коту казанскому прозвучала на Всероссийской научной конференции «Казань в средние века и раннее новое время» в мае 2005 года. После доклада об истоках образа одного из самых популярных героев русского лубка XVII—XIX века кандидат исторических наук С. Ф. Фаизов сказал в интервью:
«…этот синтетический образ ёмко отражает взаимоотношения двух народов — татарского и русского. …Кот отвечает перспективе этих отношений и взаимному доверию двух наций. …На улице Баумана есть несколько анималистических изображений: фонтаны с лягушками и соколами. Думается, в этом ряду не хватает кота казанского. Вообще, кот казанский может стать неофициальным символом Казани. У города есть герб с Зилантом, и это хорошо. <…> Но у Зиланта нет биографии, в нём нет добродушия, нет одомашненности… он ближе к бюрократии, чем к народу. А Казани нужен символ, который был бы близок каждому. <…> Нужно поднять кота казанского на положенный ему пьедестал».
Один из памятников установлен в Казани на улице Баумана в 2009-м, другой в том же году — в окрестностях города, в Раифском Богородицком монастыре, на берегу озера.
По заложенной казанскими котами традиции, с елизаветинских времён их сородичи находятся на официальной службе и проживают в подвалах и помещениях Государственного Эрмитажа, где действует специальный фонд друзей котов Эрмитажа и ежегодно 1 апреля сотрудниками музея устраивается традиционный праздник с большим количеством угощений — «День мартовского кота». Поскольку согласно высочайшему указу 1745-го коты должны были быть «кладеными», кот казанский является их символическим предком. «Кладеный» и Казанский Кот на улице Баумана — по мысли создателя памятника, детализация пола лубочного персонажа неуместна. Как отмечает «Мир новостей», этот аспект трактовки образа скульптором не всегда встречает понимание местных жителей.
В марте 2009 года в казанском филиале Государственного Эрмитажа, музейном центре «Эрмитаж-Казань», прошла выставка, посвящённая казанскому коту. В 2011 году создателю памятника И. Н. Башмакову присвоено звание народного художника Республики Татарстан. В том же году казанская достопримечательность стала предметом исследовательской работы «История памятника Коту Казанскому», проделанной городскими школьниками, результаты были отмечены на Всероссийской научно-практической конференции «Начальная школа: современные образовательные стандарты».
Памятник коту Алабрысу отмечен в историческом путеводителе по городу. «Известия» свидетельствуют о местной традиции гладить пузо кота для исполнения желаний. «Российская газета» включила памятник Коту казанскому в число восьми «символов Татарстана, известных далеко за пределами республики».